# Datorspelsåret 1998

## Händelser

### April
- 3 april - Vid en brand på nöjesfältet Dyreshavsbakken utanför Köpenhamn eldhärjas bland annat spelhallar.[1]

### Maj
- 28-30 maj - Den fjärde årliga E3-mässan hålls i Atlanta i Georgia i USA.[2]

### Juli
- 31 juli - Onlinetjänsten Sega Channel till Sega Mega Drive i Japan stängs ner.[3]

### Oktober
- 21 oktober - Nintendo lanserar den bärbara spelmaskinen "Game Boy Color" i Japan.

### November

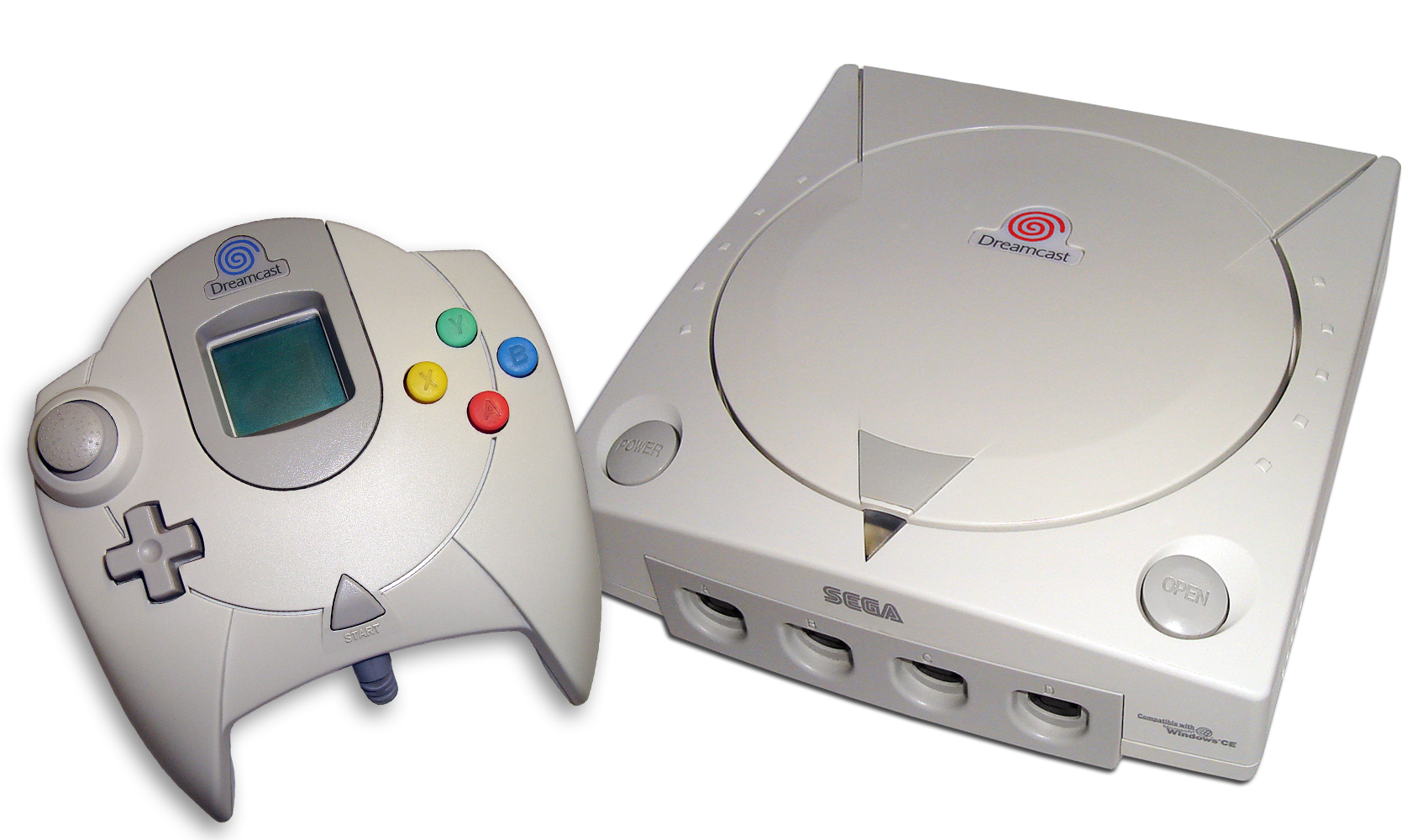
Sega Dreamcast

- 18 november - Nintendo lanserar den bärbara spelmaskinen Game Boy Color i Nordamerika.
- 23 november - Nintendo lanserar den bärbara spelmaskinen Game Boy Color i PAL-regionen.
- 27 november
  - Sega lanserar hem-TV-spelskonsolen "Sega Dreamcast" i Japan.
  - Nintendo lanserar den bärbara spelmaskinen Game Boy Color i Australasien.

### December
- 24 december - Datorspelet är "årets julklapp" i Sverige.[4]

## Spel släppta år1998

### Game Boy Color
- The Legend of Zelda: Link's Awakening DX

### Nintendo 64
- The Legend of Zelda: Ocarina of Time
- Mission: Impossible
- NHL 99
- Olympic Hockey Nagano '98
- Resident Evil 2
- South Park 64

### Playstation
- Resident Evil 2
- Metal Gear Solid
- Grand Theft Auto
- NHL 99
- Warhammer: Dark Omen[5]
- Spyro The Dragon

### Dreamcast
- Sonic Adventure
- Resident Evil 2

### Microsoft Windows
- Airline Tycoon
- Baldur's Gate
- Delta Force
- Fallout 2
- Grim Fandango
- Resident Evil 2
- Half-Life
- NHL 99
- StarCraft
- Tex Murphy: Overseer
- Thief: The Dark Project
- Unreal
- Warhammer: Dark Omen[5]

### Fotnoter
1. ↑   När Var Hur 1999. Forum
2. ↑  ”Attendance and Stats” (på engelska). IGN. http://www.ign.com/wikis/e3/Attendance_and_Stats. Läst 21 maj 2015.
3. ↑  Adam Redsell (20 maj 2012). ”Sega a Soothsayer of the Games Industr” (på engelska). IGN. http://www.ign.com/articles/2012/05/20/sega-a-soothsayer-of-the-games-industry. Läst 19 maj 2015.
4. ↑  ”Årets julklapp 2013”. Handelns utredningsinstitut. http://www.hui.se/arets-julklapp. Läst 24 januari 2011.
5. 1 2  Warhammer: Dark Omen Arkiverad 24 april 2013 hämtat från the Wayback Machine. Gamefaqs.com